# Bernhard

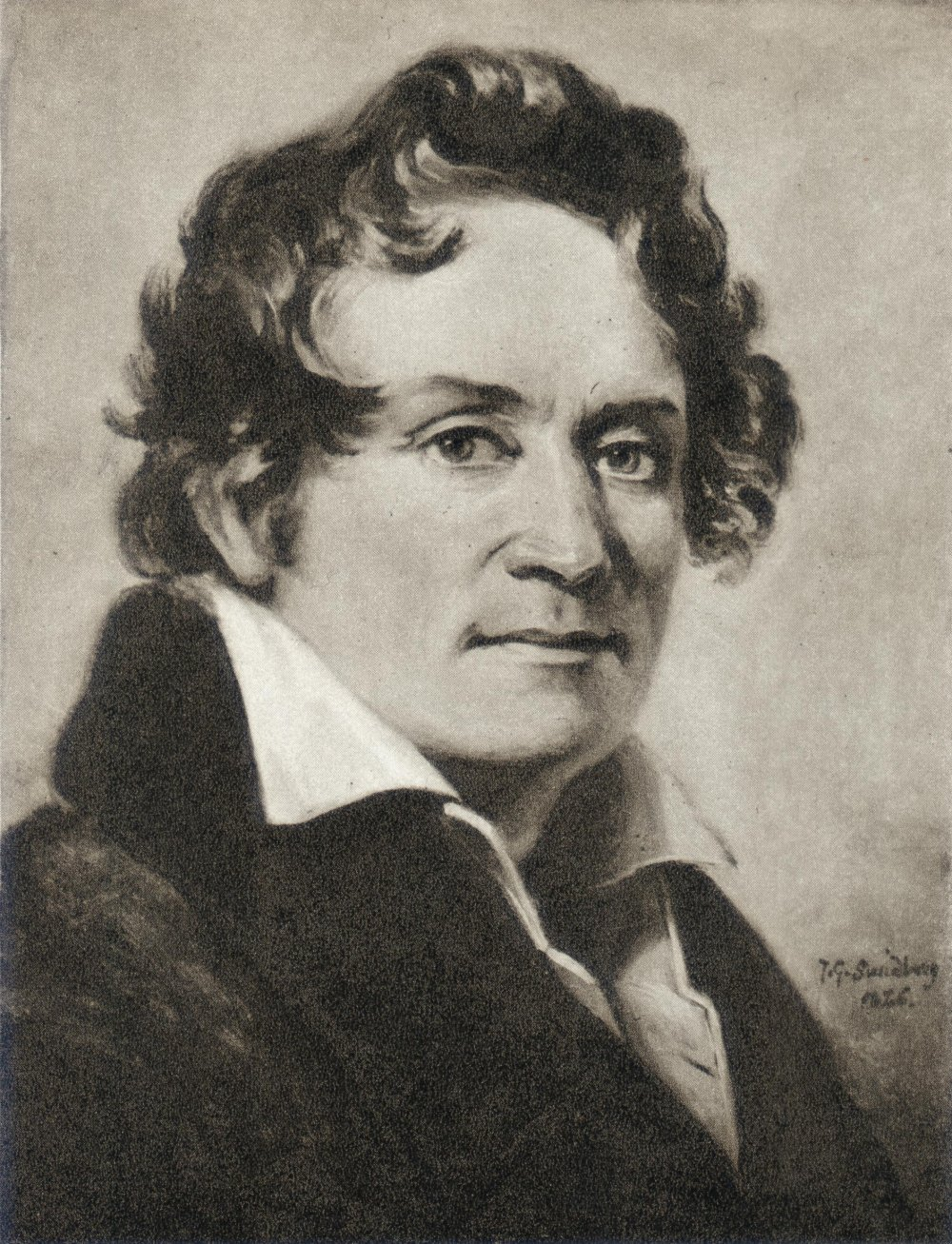
Bernhard Henrik Crusell.

Mansnamnet Bernhard är ett forntyskt namn med betydelsen 'stark som en björn'. 
Namnet förekommer också med den engelska och franska stavningen Bernard. Namnet finns i almanackan till ära för Bernhard av Clairvaux som dog den 20 augusti 1153. Namnet förekommer även som efternamn.
Bernhard var något av ett modenamn i början på 1900-talet, men har sedan dess aldrig riktigt haft någon popularitetstopp. En handfull pojkar i varje årskull får numera namnet som tilltalsnamn. Den 31 december 2009 fanns det totalt 6 444 personer i Sverige med namnet Bernhard eller Bernard, varav 719 med det som tilltalsnamn. År 2003 fick 75 pojkar namnet, varav 9 fick det som tilltalsnamn.
Det finns även en feminin form av namnet, se Bernhardina.
Namnsdag: I Sverige 20 augusti, (före 1901, Bernard: 19 april). I den finlandssvenska namnsdagslängden har Bernhard namnsdag 19 april sedan starten 1929, då en egen namnsdagskalender togs i bruk för finlandssvenskar, tillsammans med Bernt.

## Personer med Bernhard eller Bernard som förnamn
- Bernhard av Italien, italiensk kung
- Bernhard VII av Armagnac, fransk greve
- Bernhard av Sachsen-Weimar, tysk hertig
- Bernhard av Clairvaux, helgon
- Bernhard av Montjoux, helgon
- Bernhard av Lublin, polsk läkare
- Bernhard av Lippe-Biesterfeld, nederländsk prinsgemål
- Bernard Bachrach, amerikansk historiker
- Bernhard Alfred Berg, svensk matematiker och läroboksförfattare
- Bernhard von Beskow, svensk författare, publicist och dramatiker, ledamot av Svenska Akademien
- Bernhard Britz, svensk tävlingscyklist, OS-brons 1932
- Bernhard von Bülow, tysk rikskansler
- Bernard Cribbens, brittisk skådespelare, komiker och musikalartist
- Bernhard Crusell, finlandssvensk tonsättare
- Bernhard Eriksson, svensk politiker (s), statsråd, talman, landshövding
- Sven-Bernhard Fast, svensk präst och biskop i Visby stift
- Bernhard Fernow, tysk-amerikansk skogsman
- Bernhard Fexer, svensk pianopedagog, kapellmästare och tonsättare
- Bernhard Gärde, svensk överstelöjtnant, byråchef och landshövding
- Bernard Haitink, nederländsk dirigent
- Bernhard Harms, tysk nationalekonom
- Bernhard Severin Ingemann, dansk författare
- Bernhard Karlgren, svensk sinolog, rektor vid Göteborgs högskola
- Bernard Katz, tysk-brittisk biofysiker, mottagare av Nobelpriset i fysiologi eller medicin 1970
- Bernhard Larsson, svensk sportskytt, OS-guld i lag 1912
- Bernard Madoff, amerikansk finansman
- Bernard Malamud, amerikansk författare
- Bernhard Elis Malmström, svensk litteraturhistoriker
- Bernard Montgomery, brittisk fältmarskalk
- Bernhard Näsgård, svensk politiker (bondeförbundare), statsråd
- Bernhard Palissy, fransk konstnär och keramiker
- Bernhard Riemann, tysk matematiker
- Bernard Sanders, amerikansk politiker
- Bernhard Santesson, svensk apotekare och politiker
- George Bernard Shaw, brittisk författare, mottagare av Nobelpriset i litteratur 1925
- Bernhard Sönnerstedt, svensk teaterledare och operasångare
- Karl Bernhard Wiklund, svensk språkvetare, professor i finsk-ugriska språk
- Bernard Williams, amerikansk friidrottare

### Fiktiva personer med Bernhard eller Bernard som förnamn
- Bernard Foy, titelfigur i Lars Gustafssons experimentroman Bernard Foys tredje rockad från 1986
- Bernhard Letsler, huvudperson i Emilie Flygare-Carléns roman Enslingen på Johannisskäret från 1846
- Bernard Beasley från TV-serien Bernard's Watch